# 삼성 타워팰리스 1차
삼성 타워팰리스 1차(영어: Tower Palace One)는 대한민국 서울특별시 강남구 도곡동 도곡역 앞에 위치한 4개의 초고층 주상복합 마천루 단지이다. 설계는 미국의 건설업체 스키드모어, 오윙스 앤드 메릴이 맡았으며 삼성물산이 개발했다. A동, B동, C동, D동으로 구성된 초고층 아파트 단지로 구성되어 있다.
타워는 탑을 가리키고 팰리스는 궁전을 가리킨다. 1999년에 착공하여 2002년에 완공하였고 같은 해 10월에 입주하였다. 대한민국에서 최초로 건설된 초고층 주상복합 단지이며 헬기장은 모든 건물의 지붕에 있다. 125평이 있으며 매우 넒은 아파트라고 한다.

## 역사
초기 당시 공군사관학교 소속 부지는 철거하고 1994년 무렵부터 삼성그룹이 이곳에 신사옥을 지을 계획이였고 1997년 닥친 IMF 외환 위기 등으로 인해 신사옥 건설은 무산되었다. 42층부터 93층까지의 타워팰리스를 계획하였으나 매우 부정적이고 1999년에 A, B, C, D동이 착공하여 2002년에 완공되었다. 2007년에 이 건물이 최고 인기아파트가 되었다.

## 건물

### 구성
타워 팰리스 1차(영어: Tower Palace One)는 전체 7개 동 중 A, B, C, D동 등 4개 마천루를 일컫는다.
타워 팰리스 7개 동 중 가장 먼저인 1999년 착공하였으며, 2002년 전체적으로 완공되었다.
| 동 명칭 | 층수     | 높이     |
| ------- | -------- | -------- |
| A동     | 59층     | 209m     |
| B동     | 65층[나] | 234m     |
| C동     | 59층     | 209m     |
| D동     | 42층     | 153m[다] |

### 특징
부촌이란 불리는 타워팰리스는 고급단지로 구성되어 있어 주거생활을 누릴 수 있다. 철저한 보안이 이루어지고 개인 프라이버시를 중요시하며 선호도가 높다. 125평인 고급 아파트 단지이며 큰 창이 설치되어 있어 도심뷰를 감상할 수 있으며 서울의 풍경을 눈으로 쉽게 볼 수 있다. 69평짜리는 3룸, 2욕실으로 구조되어 있고 화장실이 배치되어 있다.
여름에는 시스템에어컨을 틀면 찬바람이 나와 편리하게 이용가능하고 주방은 메인주방과 보조주방이 있고 거실 다이닝룸을 이용할 수 있다. 메인주방에는 가스레인지, 식기세척기, 전기쿡탑 등의 다양한 최고급가전이 빌트인되어 있다. 마스터룸은 총 2개가 있다. 큰창을 통해 대모산과 구룡산을 눈으로 감상이 가능하다. 서브룸이 있어 국민들에게 인기가 좋고 파우더존, 드레스룸, 메인욕실이 있다.

## 시설
A동의 시설은 C동과 비슷하고 B동과 D동의 시설은 다르다. 면적은 105m2 ~ 327m2가 있고 1297세대의 주상복합 아파트와 3695대 및 세대당주차대수 2.43대의 주차대수의 주차장이 있고 난방방식은 지역난방, 난방연료는 열병합, 용적율 919% 및 건폐율 49%와 최고층은 65층, 최저층은 42층이다. 오피스텔은 D동에만 있고 각 동 2층에는 독서실, 주민취미실, 유아놀이방이 있으며 중간층에는 연회장, 게스트룸, 체육시설, 옥외정원 등이 마련되어 있다.

### A동
A동에는 지하주차장, 로비, 아파트가 있다.
| 층수                | 용도                                 |
| ------------------- | ------------------------------------ |
| 31층 ~ 59층         | 아파트                               |
| 30층                | 연회장, 게스트룸, 체육시설, 옥외정원 |
| 3층 ~ 29층          | 아파트                               |
| 2층                 | 독서실, 주민취미실, 유아놀이방       |
| 1층                 | 호텔식로비, 실버하우스               |
| 지하 5층 ~ 지하 1층 | 지하주차장, 방재센타, 전기실, 창고   |

### B동
B동에는 지하주차장, 로비, 아파트가 있다.
| 층수                | 용도                                 |
| ------------------- | ------------------------------------ |
| 35층 ~ 65층         | 아파트                               |
| 34층                | 연회장, 게스트룸, 체육시설, 옥외정원 |
| 3층 ~ 33층          | 아파트                               |
| 2층                 | 독서실, 주민취미실, 유아놀이방       |
| 1층                 | 호텔식로비, 실버하우스               |
| 지하 5층 ~ 지하 1층 | 지하주차장, 방재센타, 전기실, 창고   |

### C동
C동에는 지하주차장, 로비, 아파트가 있다.
| 층수                | 용도                                 |
| ------------------- | ------------------------------------ |
| 31층 ~ 59층         | 아파트                               |
| 30층                | 연회장, 게스트룸, 체육시설, 옥외정원 |
| 3층 ~ 29층          | 아파트                               |
| 2층                 | 독서실, 주민취미실, 유아놀이방       |
| 1층                 | 호텔식로비, 실버하우스               |
| 지하 5층 ~ 지하 1층 | 지하주차장, 방재센타, 전기실, 창고   |

### D동
D동에는 지하주차장, 로비, 아파트, 오피스텔이 있다.
| 층수                | 용도                                 |
| ------------------- | ------------------------------------ |
| 22층 ~ 42층         | 아파트                               |
| 21층                | 연회장, 게스트룸, 체육시설, 옥외정원 |
| 3층 ~ 20층          | 오피스텔                             |
| 2층                 | 독서실, 주민취미실, 유아놀이방       |
| 1층                 | 호텔식로비, 실버하우스               |
| 지하 4층 ~ 지하 1층 | 지하주차장, 방재센타, 전기실, 창고   |

## 대중문화
- 2004년에 개봉한 영화 아라한 장풍 대작전에 삼성 타워팰리스 1차와 삼성 타워팰리스 3차 G동이 나온다.
- 2012년에 개봉한 영화 R2B: 리턴투베이스에 삼성 타워팰리스의 단지들이 나온다.
- 2018년에 개봉한 영화 독전에 삼성 타워팰리스의 단지들이 나온다.

## 갤러리

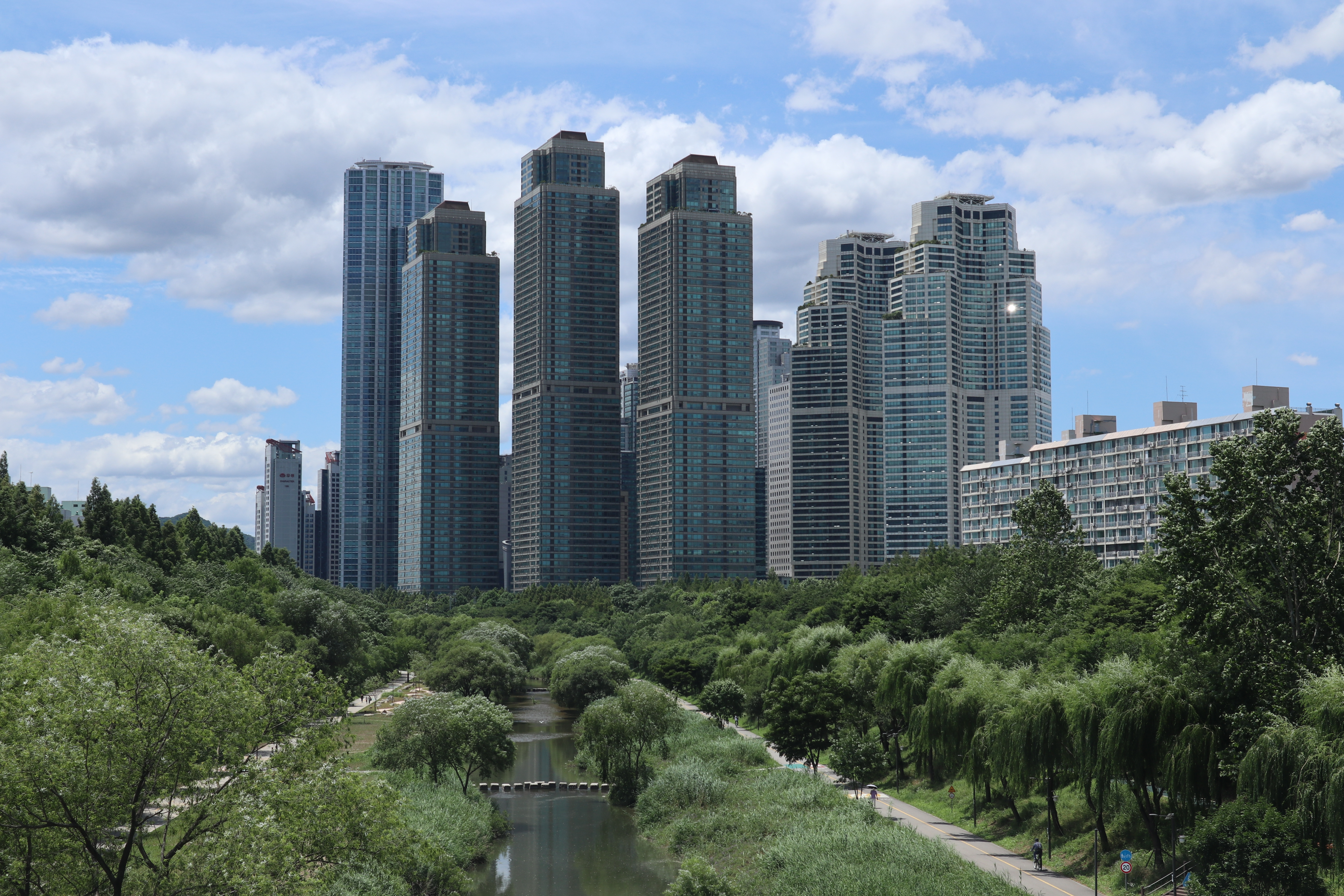
삼성 타워팰리스 단지들.
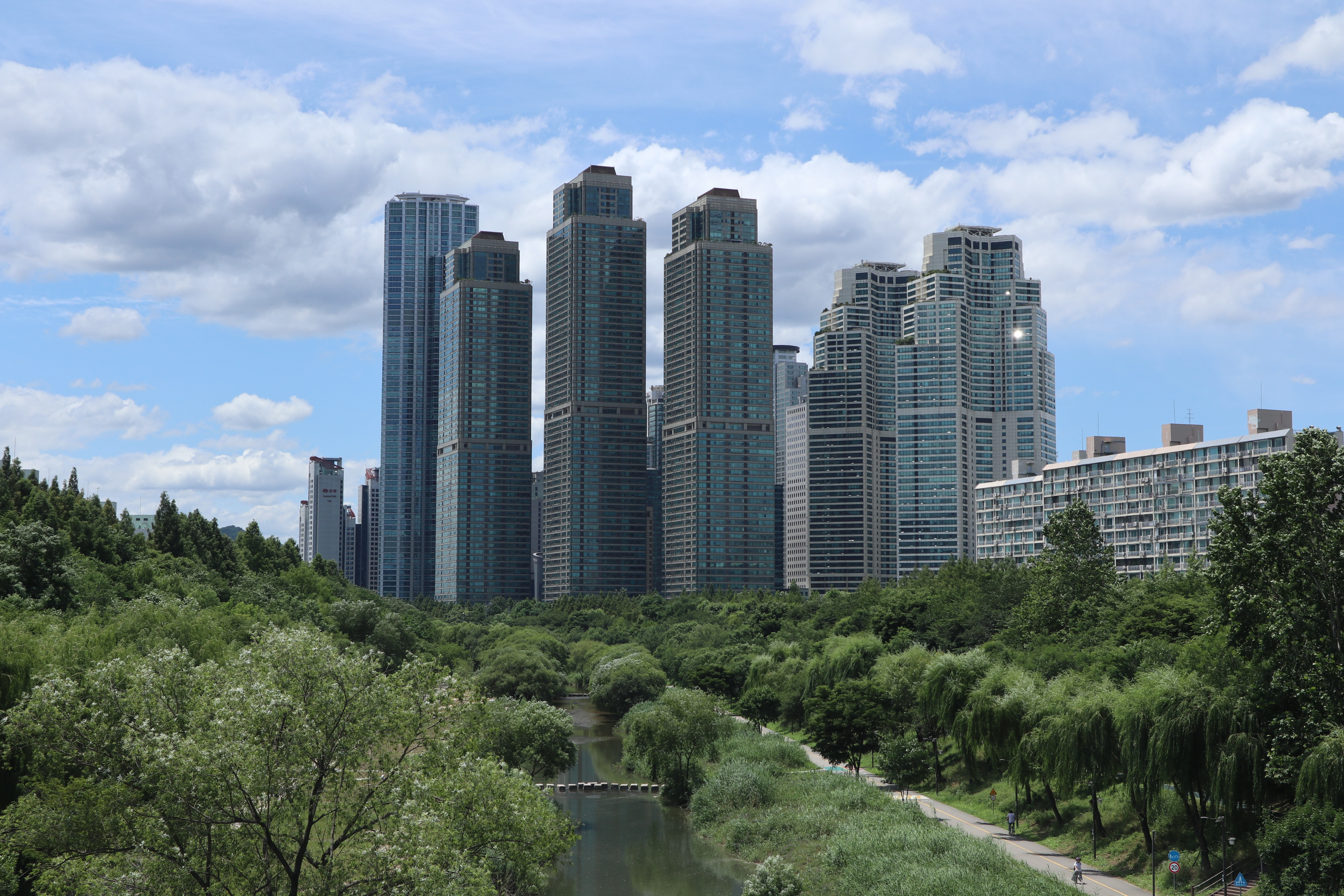
삼성 타워팰리스 단지들.
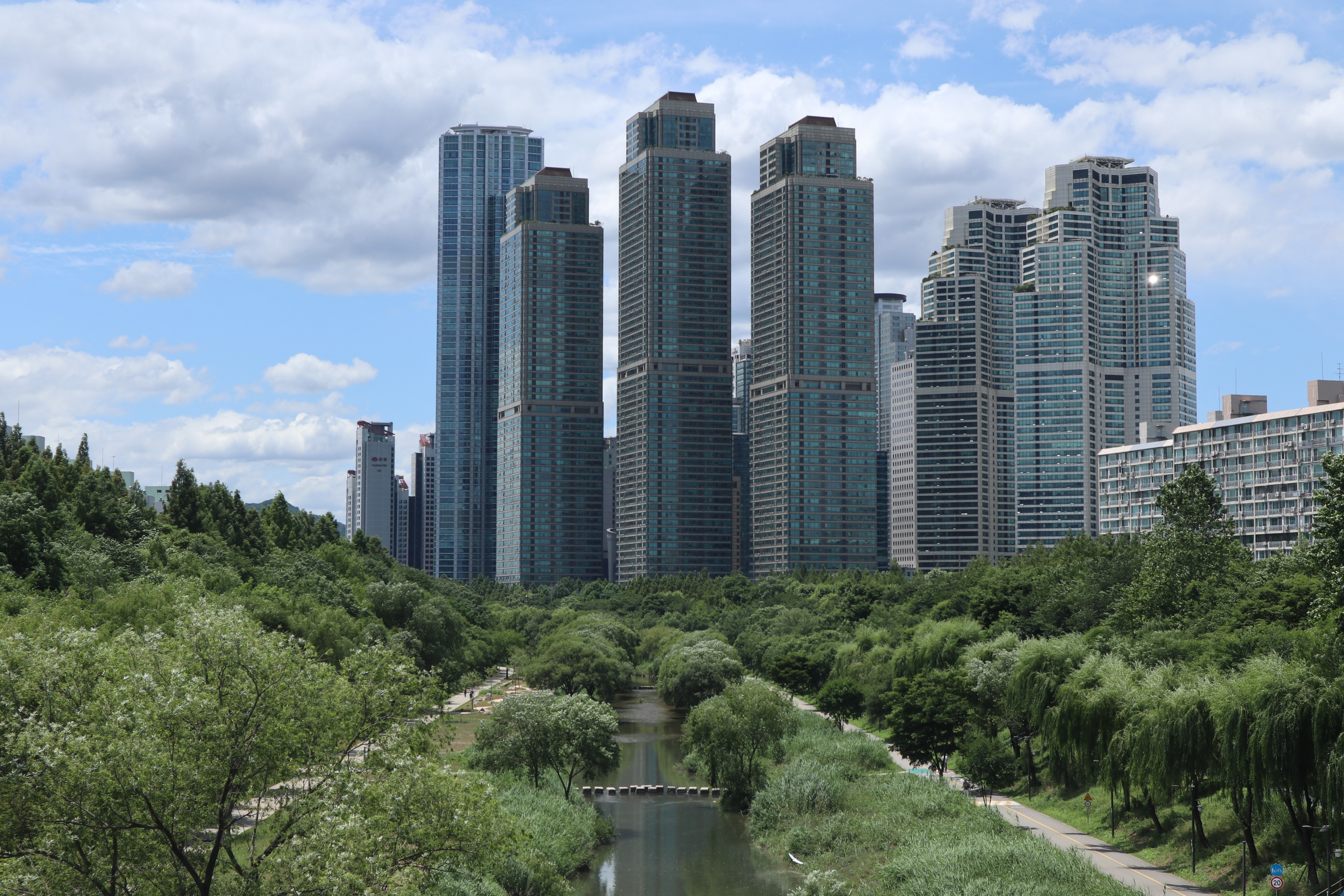
삼성 타워팰리스 단지들.
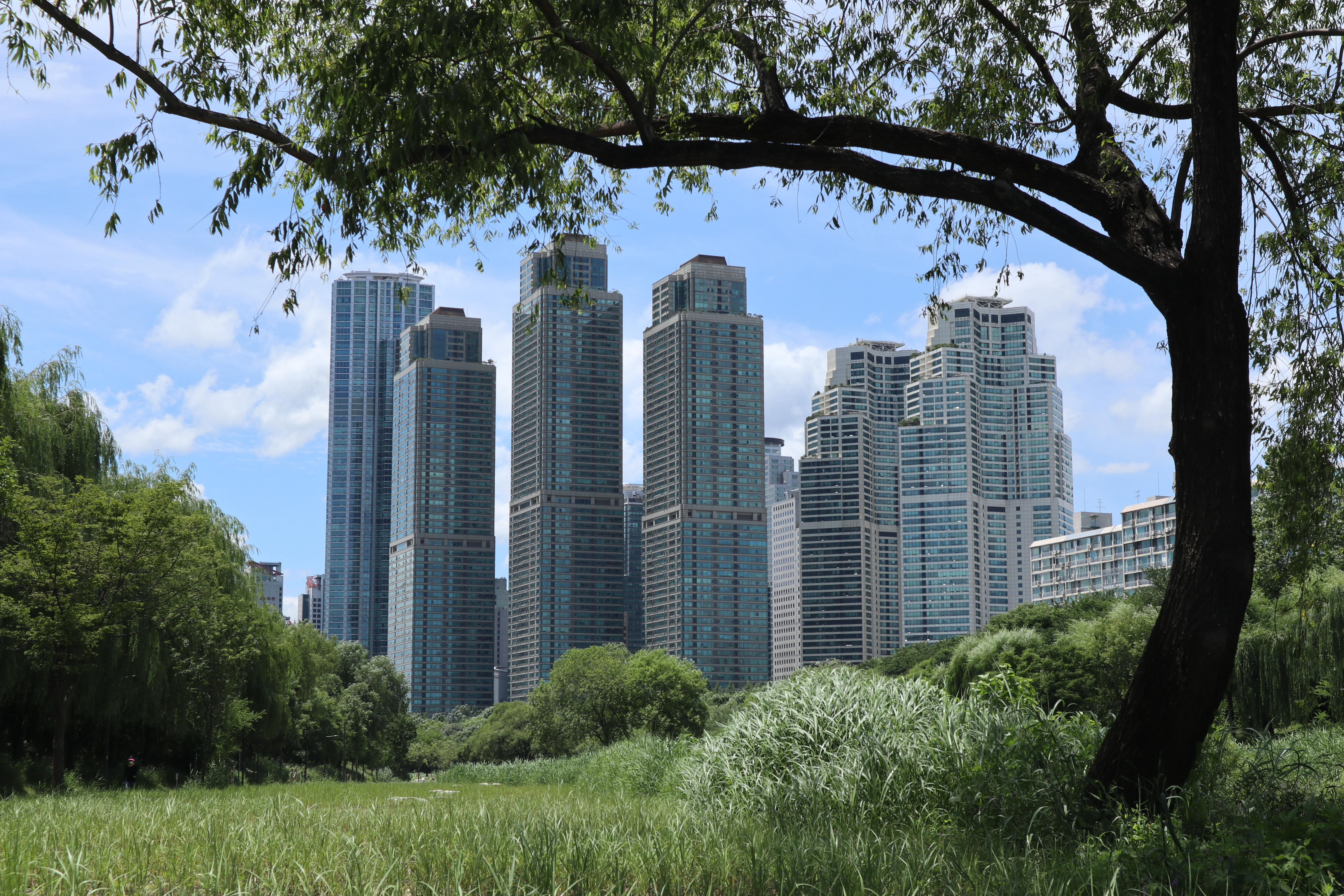
삼성 타워팰리스 단지들.
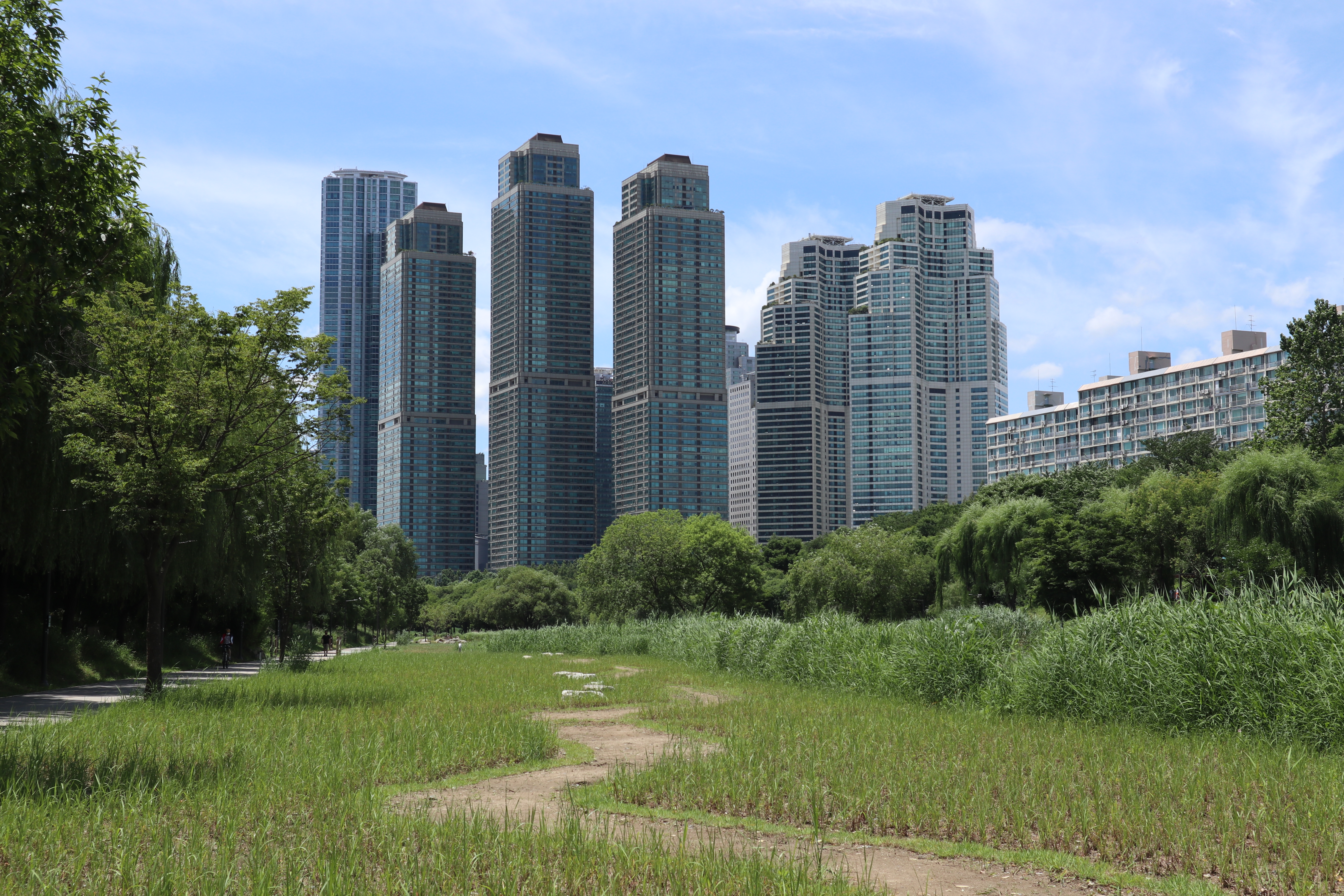
삼성 타워팰리스 단지들.
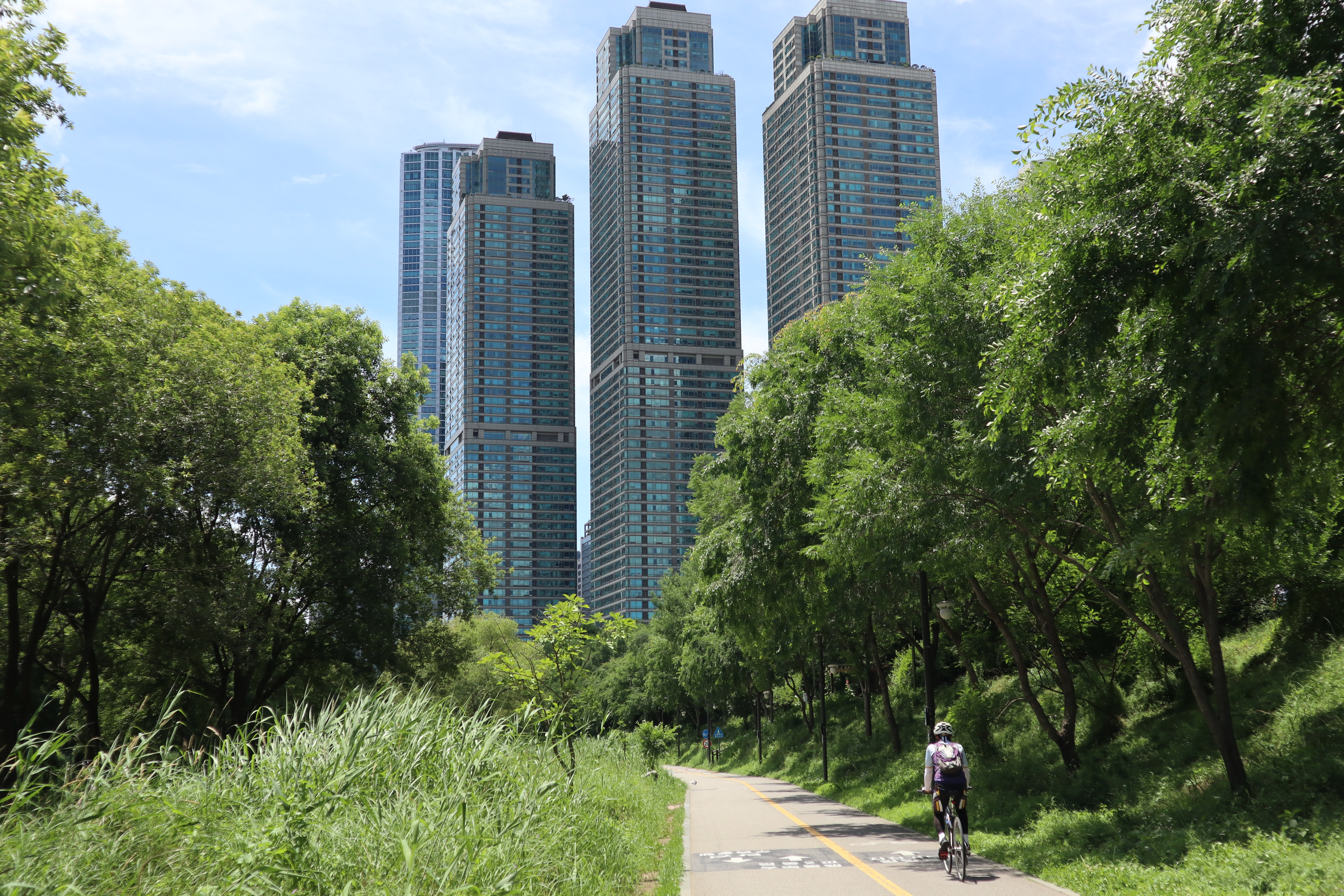
삼성 타워팰리스 단지들.
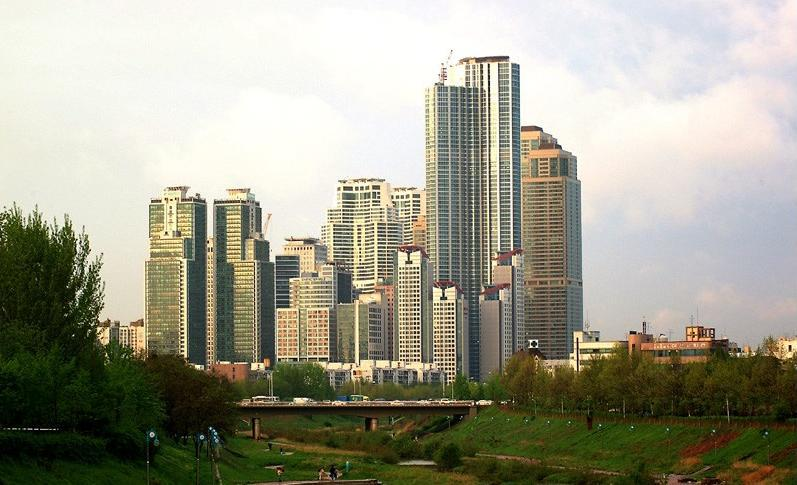
양재천에서 본 타워팰리스 단지 전경.
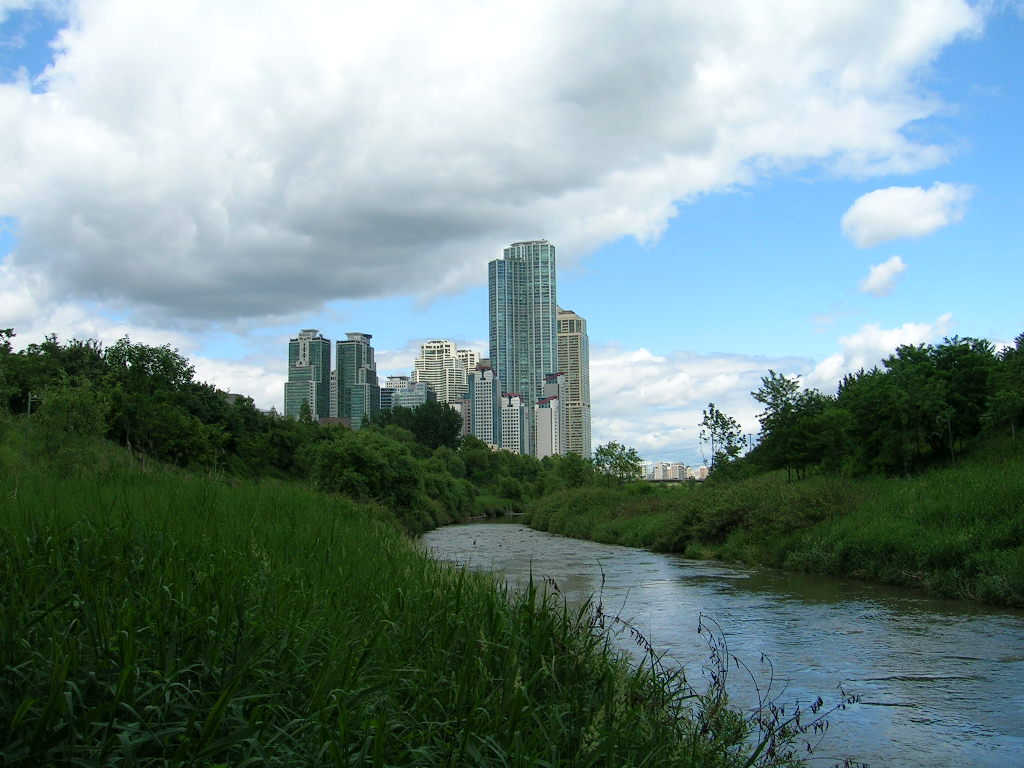
타워 팰리스 단지 전경. (2006년)
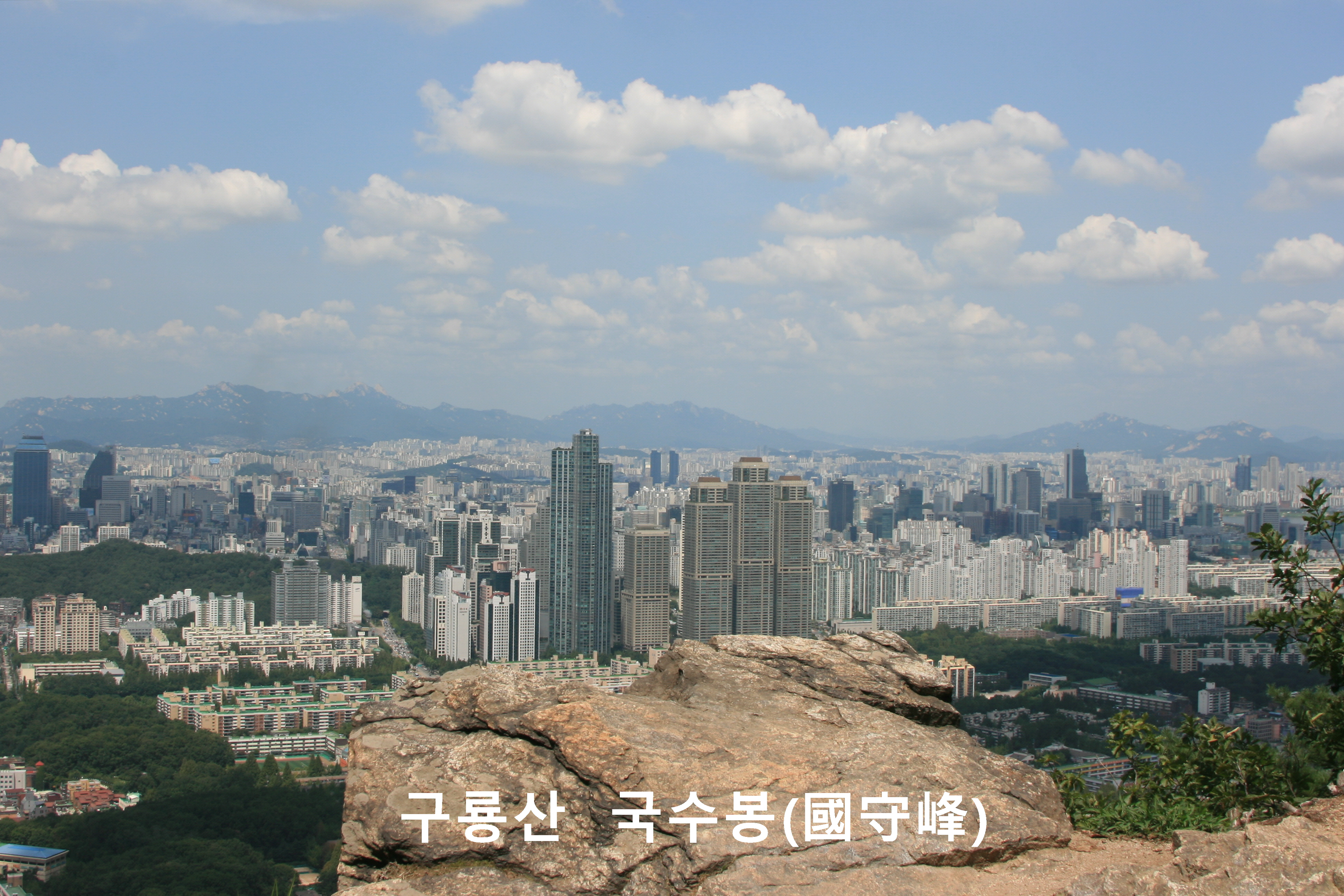
구룡산 국수봉 전망대에서 바라본 타워팰리스.
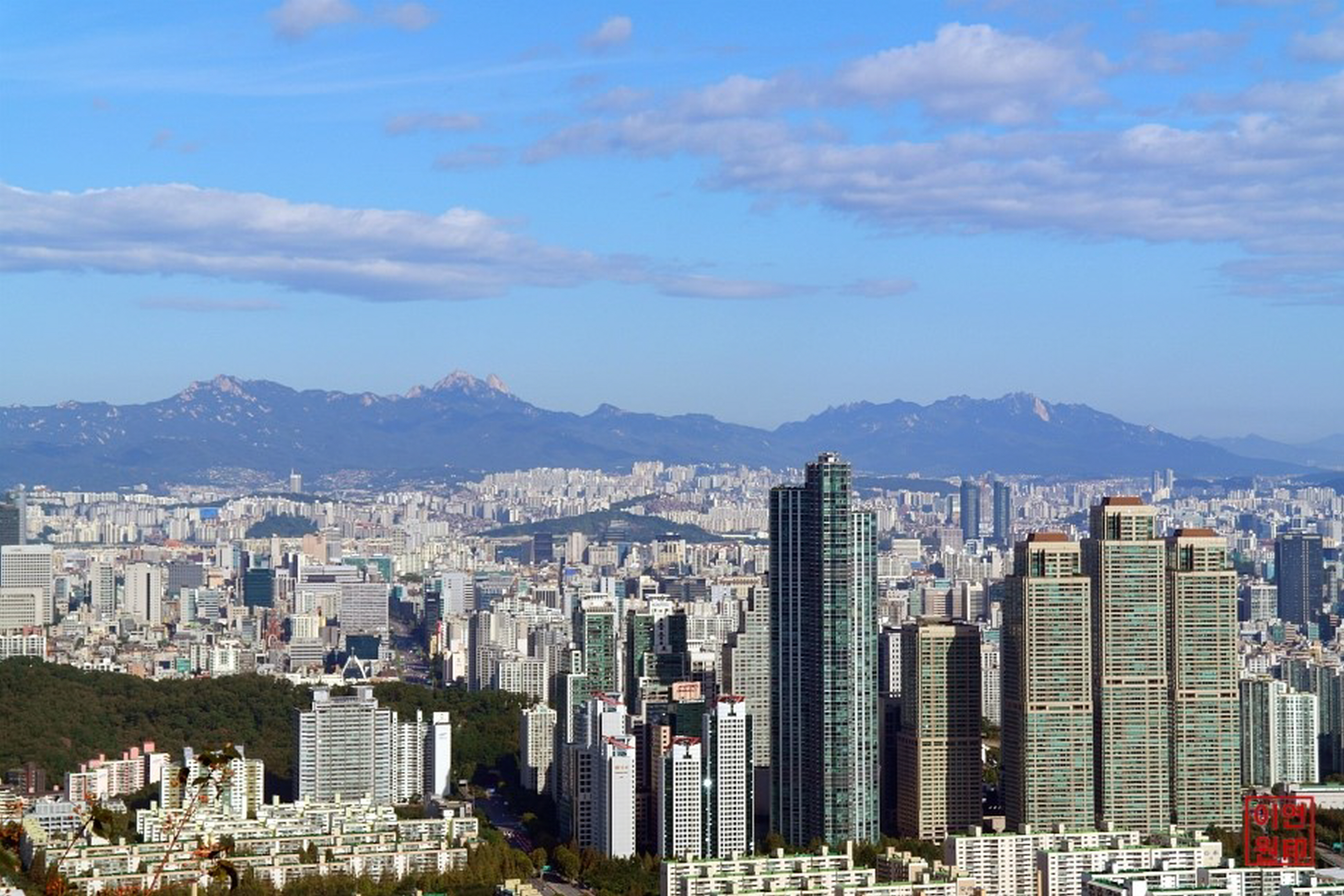
구룡산 국수봉 전망대에서 본 서울전경. 구룡산 국수봉에서 본 서울전경과 북악산이라고 한다.
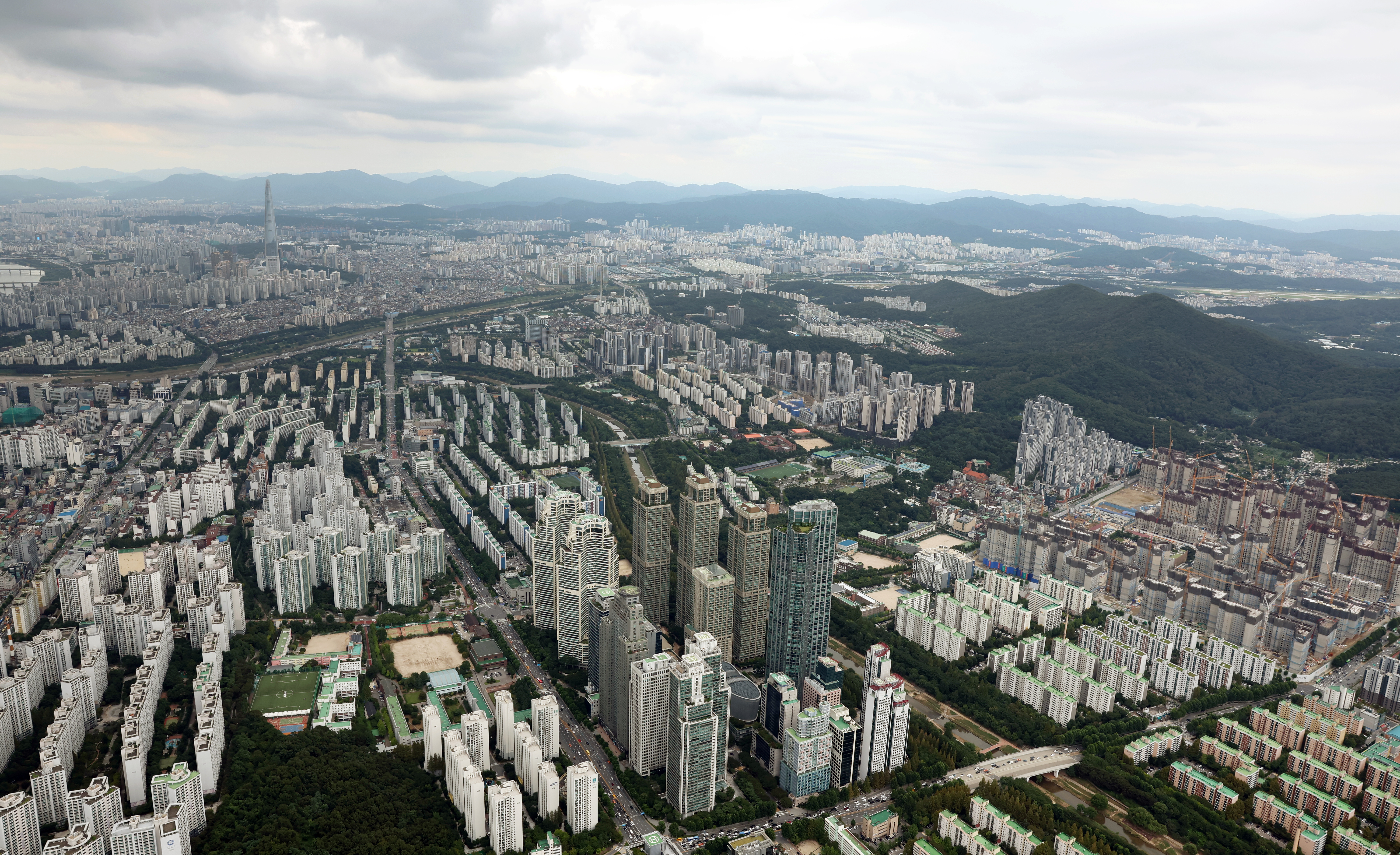
삼성 타워팰리스 단지들.

## 같이 보기
- 삼성 타워팰리스
- 아시아의 마천루 목록
- 대한민국의 마천루 목록
- 서울특별시의 마천루 목록
- 서울 강남구의 마천루 목록

## 주해
가. ^  동북아무역타워는 2012년에 골조공사가 완공되었기 때문에 2011년 ~ 2012년에는 해운대 두산 위브 더 제니스가 가장 높았다.
나. ^  대한민국에서 최초로 63빌딩의 층수인 '61층'을 넘긴 건물이다. 하지만 63빌딩(249m)보다 높이는 낮다.